# 里扎尼 (布斯克區)
50°1′22″N 24°49′0″E / 50.02278°N 24.81667°E
里扎尼（烏克蘭語：Рижани），是烏克蘭西部的村莊，隸屬利維夫州的佐洛奇夫區。該村面積0.36平方公里，海拔高度232米，2001年人口15，人口密度每平方公里41.67人。